# NGC 1473
NGC 1473 ist eine irreguläre Galaxie vom Hubble-Typ IBm im Sternbild Kleine Wasserschlange am Südsternhimmel. Sie ist schätzungsweise 54 Millionen Lichtjahre von der Milchstraße entfernt und hat einen Durchmesser von etwa 25.000 Lichtjahren. 
Das Objekt wurde am 2. November 1834 vom britischen Astronomen John Herschel entdeckt.